# Carrie Jones
Carrie Anne Jones (* 4. September 2003 in Newtown) ist eine walisische Fußballspielerin.

## Karriere

### Vereine
Jones’ erste Berührung mit dem Fußballsport im Verein hatte sie in ihrem Geburtsort, als sie den Newtown White Stars im Alter von sieben Jahren beitrat. Ihr weiterer Jugendverein waren die Berriew Junior Boys aus Welshpool im flächenmäßig größten der 22 Principal Areas, in Powys.
Im Alter von 16 Jahren gehörte sie Cardiff City an, für die Mannschaft sie in der Saison 2019/20 neun Punktspiele bestritt und drei Tore erzielte. Von 2020 bis 2023 war sie Vertragsspielerin von Manchester United. Ihr Pflichtspieldebüt gab sie am 7. März 2021 (16. Spieltag) beim 3:0-Sieg im Heimspiel gegen Aston Villa in der FA Women’s Super League, der höchsten Spielklasse im englischen Frauenfußball, mit Einwechslung für Jessica Sigsworth in der 88. Minute. Ihr zweites Punktspiel bestritt sie am 25. April 2021 (20. Spieltag) beim 4:1-Sieg im Heimspiel gegen Tottenham Hotspur ebenfalls als Einwechselspielerin. In der Folgesaison wurde sie dreimal eingesetzt. In der FA Professional Game Academy League kam sie am 9. Februar und am 2. März 2022 in zwei Spielen der Zweitvertretung zum Einsatz und erzielte je ein Tor.
Als Leihspielerin kam sie für Ligakonkurrenten und -neuling Leicester City in 19 von 22 Punktspielen zum Einsatz, in denen ihr zwei Tore gelangen. Ihr erstes erzielte sie am 2. April 2023 (17. Spieltag) im Heimspiel gegen die Frauenfußballmannschaft des FC Reading in der sechsten Minute der Nachspielzeit der 90-minütigen Spielzeit; es war das Siegtor zum 2:1.
Nach Ablauf der Leihfrist wurde sie vom Liganeuling Bristol City verpflichtet. Mit drei Toren in 18 Punktspielen konnte sie sich ebenfalls in die Torschützenliste erfassen lassen. Mit dem Abstieg ihrer Mannschaft am Saisonende 2023/24 in die Women’s Super League 2 verließ sie diese.
Seit der Spielzeit 2024 ist sie für den schwedischen Erstligisten, der Frauenfußballmannschaft des iFK Norrköping, aktiv. In ihrer ersten Spielzeit bestritt sie  die letzten acht Punktspiele und trug zum fünften Platz im Klassement bei. Am 21. Mai 2025 gelangte sie mit ihrer Mannschaft ins Finale um den Svenska Cupen, das jedoch mit 0:2 gegen den Hammarby IF in Stockholm verloren wurde.

### Nationalmannschaft
Jones gehörte zunächst den Nachwuchsnationalmannschaften des FAW der Altersklassen U15, U17 und U19 an. Für die U17-Nationalmannschaft bestritt in den Spieljahren 2018 und 2019 insgesamt sechs Länderspiele. 2018 kam sie im Miniturnier in Serbien in drei Spielen der EM-Qualifikationsgruppe 7 der ersten Qualifikationsrunde zu ihren ersten drei Länderspielen. Im März 2019 kam sie in zwei Spielen der Gruppe G in der zweiten Qualifikationsrunde für die angestrebte Teilnahme an der Europameisterschaft 2019 in Bulgarien zum Einsatz. Die am 24. März im Thermenstadion Bad Waltersdorf ausgetragene Begegnung mit der U17-Nationalmannschaft Belgiens wurde mit 0:4 verloren, die am 27. März an selber Spielstätte ausgetragene Begegnung mit der U17-Nationalmannschaft Österreichs mit 0:3. Zu einem weiteren EM-Qualifikationsspiel kam sie am 22. September 2019 in Ringkøbing bei der 0:3-Niederlage gegen die U17-Nationalmannschaft Russlands.
Einen Monat zuvor, am 29. August, debütierte sie in der A-Nationalmannschaft, die das erste Spiel der EM-Qualifikationsgruppe C gegen die Nationalmannschaft Färöers in Tórshavn mit 6:0 gewann: sie wurde in der 82. Minute für Emma Jones eingewechselt.
Anschließend bestritt sie am 15. Juni 2021 ihr erstes Freundschaftsspiel das in Llanelli mit 0:1 gegen die Nationalmannschaft Schottlands verloren wurde; weitere folgten am 28. Juni und 12. November 2022 sowie am 9. und 27. Februar 2024.
Sie kam ferner bei zwei Teilnahmen am Turnier um den Pinatar-Cup 2022 und 2023 in jeweils zwei Spielen zum Einsatz, wie auch bei zwei Teilnahmen am Wettbewerb der Nations-League am 22. und 26. September sowie am 31. Oktober 2023 und in allen Spielen der Gruppe A4; 2025 zum Einsatz.
Des Weiteren war sie in neun von zehn Spielen der WM-Qualifikationsgruppe I und in den beiden Ausschlussspielen der ersten und zweiten Runde gegen die Nationalmannschaften Bosnien und Herzegowinas und der Schweiz beteiligt. Nachdem das erste Spiel mit 1:0 n. V. gewonnen wurde, verlor sie mit ihrer Mannschaft das zweite Spiel mit 1:2 – ebenfalls in der Verlängerung. In ihrem achten WM-Qualifikationsspiel am 2. September 2022 erzielte sie in Volos mit dem 1:0-Siegtor über die Nationalmannschaft Griechenlands ihr erstes Länderspieltor.
In der EM-Qualifikationsgruppe B4 fand sie im dritten bis sechsten Spiel (31. Mai, 4. Juni, 12. und 16. Juli) Berücksichtigung, wie auch in drei Ausscheidungsspielen (25. Oktober, 29. November und 3. Dezember 2024). Mit ihrem Treffer zum 2:0 in der 67. Minute beim entscheidenden und mit 2:1 gewonnenen Spiel gegen die Nationalmannschaft Irlands in Dublin trug sie – wie auch Hannah Cain (Torschützin zum 1:0 in der 50. Minute per Strafstoß) – maßgeblich zur ersten Teilnahme an einem großen internationalen Turnier bei. Dem Kader für die Europameisterschaft 205 zugehörig, wurde sie allen drei Spielen der Gruppe D eingesetzt.

## Erfolge
Nationalmannschaft
- Erste Teilnahme an einer Europameisterschaft (2025)
- Zweiter Pinatar-Cup 2023

IFK Norrköping
- Schwedischer Pokal-Finalist 2025